# Георге Гурмузакі
Георге Гурмузакі (нар. 17 вересня 1817 в селі Чорнівка, тепер Новоселицького району, Чернівецької області — † 13 травня 1882 в місті Чернівці) — юрист, журналіст, фольклорист,  громадсько-культурний діяч

## Біографія

Народився 17 вересня 1817 року в селі Чорнівка, тепер Новоселицького району,  Чернівецької області. Брат Євдоксія і Алеку Гурмузакі.

Закінчив Чернівецьку вищу німецьку гімназію та юридичний факультет Віденського університету.

Голова Товариства румунської культури і літератури на Буковині (1865–1882).

У 1861 році Георге Гурмузакі разом з братом засновують у Чернівцях інтернаціональне товариство. Георге стає його керівником. У цьому товаристві брали активну участь різні верстви населення.

Георге один із засновників і редакторів румуномовної газети «Буковина» (1848–1850), в якій висвітлювались новини політичного та культурного життя Буковини. Політичні новини друкувались як на німецькій, так і на румунській мовах.

Засновник журналу «Фоайя Сочієтецій …» (1865–1869).

На сторінках цих часописів опублікував низку статей і рецензій з питань румунського фольклору, культури тощо.

Автор статей: «Професія політичної віри» (1863), «Бібліографія» (1865), «Румунські народні загадки на Буковині» (1867), «Румунське літературне товариство в Бухаресті» (1867), «Один добрий румун» (1868), "Про збірку Д. Петріно «Надмогильні квіти» (1868).

Помер 13 травня 1882 року.